# 豊前小5女児殺害事件
豊前小5女児殺害事件（ぶぜん しょうごじょじさつがいじけん）とは、2015年（平成27年）1月31日に福岡県豊前市で同級生の家に遊びに行った小学5年生の女児が行方不明となり、翌日に同級生の家の押し入れで絞殺体となって発見された事件である。

## 事件概要
2015年（平成27年）1月31日、福岡県豊前市在住、小学5年生の女児Aが、同級生の家に遊びに行ったまま行方不明になり、翌日の2月1日の午前に同市同級生の家の押し入れにて絞殺体で発見。遺体は、バッグに入れられ、Xの自宅2階にある押し入れの中に意図的に隠されており、女児Aは強姦されていた。
司法解剖の結果、首を強く絞められたことによる窒息死。死亡推定時刻は31日昼ごろ。
女児が行方不明になっていた当初、 警察や町内会関係者らが女児の行方を捜す中、Xも捜索に参加していた。
女児の告別式は2月3日に行われた。

## 事件の経過

### 1月31日
午前10時頃
女児Aが「友達のおばあちゃんの家に遊びに行ってくる」と同級生の家の近くまで母親の車で送ってもらった。車が入れない細い道だったため、その場までの送迎であった。この後数十秒の間に、待ち伏せていたXに誘拐されたとみられる。
昼頃
同級生の家から「まだ来ていない」と連絡があった。習い事に行く時間になっても帰宅せず、女児Aの携帯電話も通じなかったため、両親が女児の捜索にあたった。
午後4時半頃
両親が豊前署に捜索願。

### 2月1日
Xが女児と接触していた可能性があることが分かり、事情を聴いたところ容疑を認め、Xの供述に基づき行方不明だった女児の遺体を発見。死体遺棄容疑で、Xを逮捕した。

### 2月12日
Xを殺人容疑で再逮捕。

## 被告人
Xは沖縄県出身。 沖縄県で連続婦女暴行で逮捕・起訴され、懲役12年の実刑判決を受けた過去がある。福岡県内の刑務所で服役し、刑期を終えてもなお沖縄県には帰らず、豊前市内で建設関係の仕事を始めた。豊前市内のスナック店を営む女性と知り合い、同棲を始めた。その女性は被害女児の同級生の母親であり、事実上の夫婦関係にあった。
事件当時、Xは、内縁の妻との間にもうけた幼い娘、そして被害女児と同級生だった連れ子と暮らしていた。
近所や飲み屋街では、粗暴な振る舞いであることで有名であった。その他にも、店内で女性と2人きりになったとき、突然床に押し倒したり、女子高生にセクハラ発言をしていたという。

## 裁判

### 第一審福岡地裁小倉支部（2016年）
9月12日
福岡地裁小倉支部で裁判員裁判による初公判が開かれた。
検察側は冒頭陳述で、「事件当日、同級生と遊ぶために母親に車で送ってもらった女児が1人になったところを待ち伏せしていたXが声をかけ、近くの民家に連れ込み暴行。口封じの目的で殺害した」と主張した。
弁護側は、女児とは顔見知りで事件前から親密な関係だったとして、「同意の上」だったと主張した。わいせつな行為に及んだことは認めたが、死亡した経緯については「 女児が大きな声を出したため、手で口をふさいだだけ」と主張し、殺意を否認した。
9月15日
福岡地裁小倉支部（柴田寿宏裁判長）  では、女児の母親が検察側証人として出廷し、極刑を求めた。
Xがわいせつな行為について女児の同意があったと主張している点に関しては、「娘が何も言えないことをいいことに、勝手なことを言っている」と批判し、「娘は同意するような子ではない。親としても女性としてもこれほど屈辱的なことはない」と意見を述べた。さらに、「娘を侮辱しないでほしい」とすすり泣きながら訴えると、涙を流す裁判員もいた。
9月20日
Xの弁護側が最終弁論し、被告の殺意を改めて否定した。被害者参加制度に基づいて、女児の両親の代理人弁護士が意見陳述し、死刑を求めた。検察側はこれを汲み取り、死刑を求刑。
10月3日
裁判員裁判は、殺意を認めた上で無期懲役の判決がされた。

### 第二審福岡高裁（2017年）
6月8日
Xの控訴審判決で、 一審福岡地裁小倉支部の裁判員裁判判決を支持し、無期懲役判決をした。 死刑を求刑した検察側と、被告側双方の控訴を棄却した。
6月21日
無期懲役とした福岡高裁判決を不服とし、Xが上告した。

### 第三審最高裁（2017年）
10月24日
最高裁第１小法廷（小池裕裁判長）は上告を棄却、Xの無期懲役が確定した。